# Place Royale (Bruselas)
La Place Royale (en neerlandés: Koningsplein) es una plaza de Bruselas, Bélgica a la que se puede llegar por la Rue Royale, la Rue de Namur, la Rue de la Régence, la Rue du Musée y la Rue Montagne de la Cour. Realizada entre 1775 y 1782 en el marco de un proyecto urbanístico que incluía también el Parque de Bruselas, se trata de una plaza de estilo neoclásico, rectangular y simétrica, de 77 m x 113 m.

## Historia

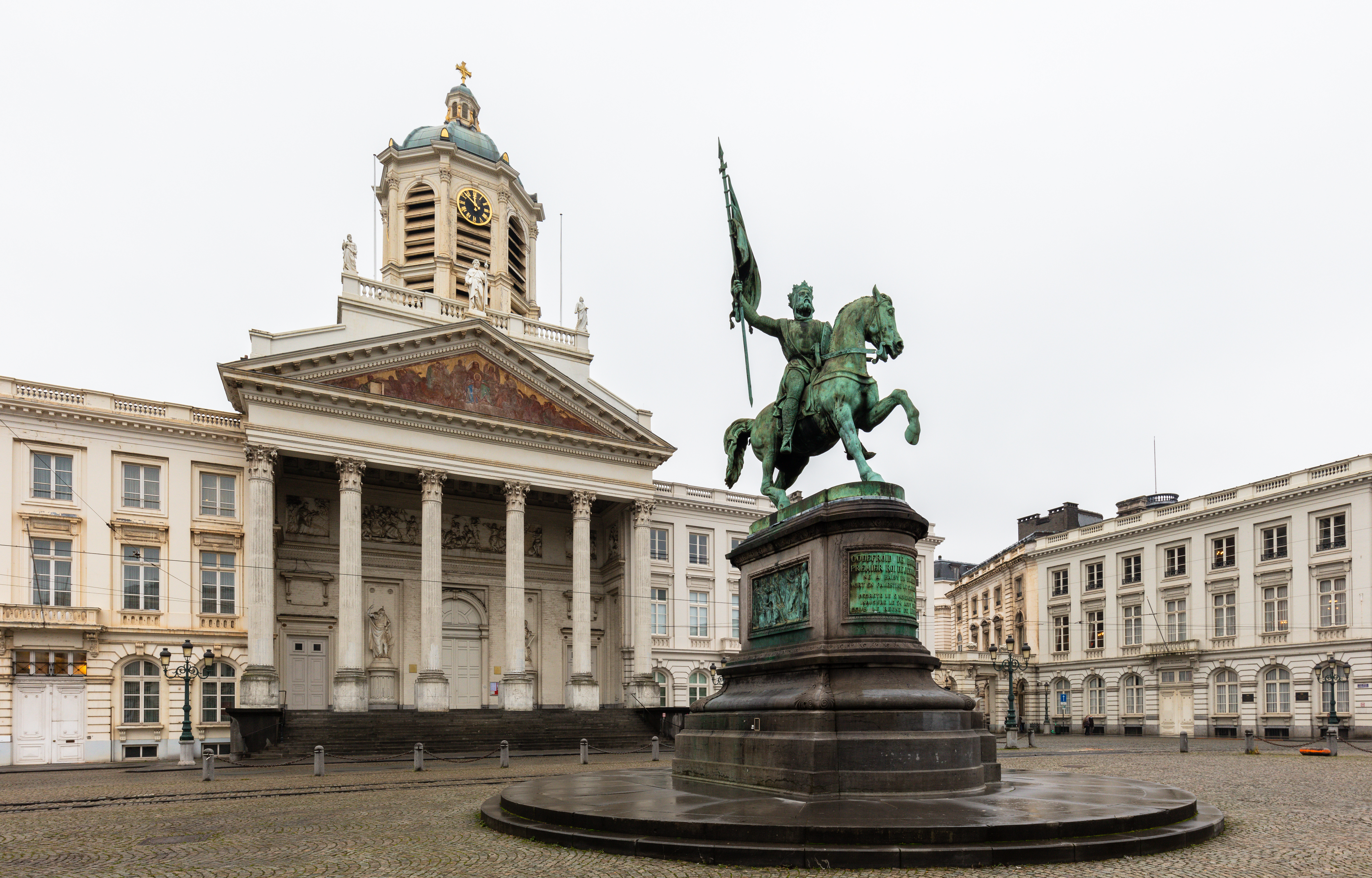
Estatua de Godofredo de Bouillón.

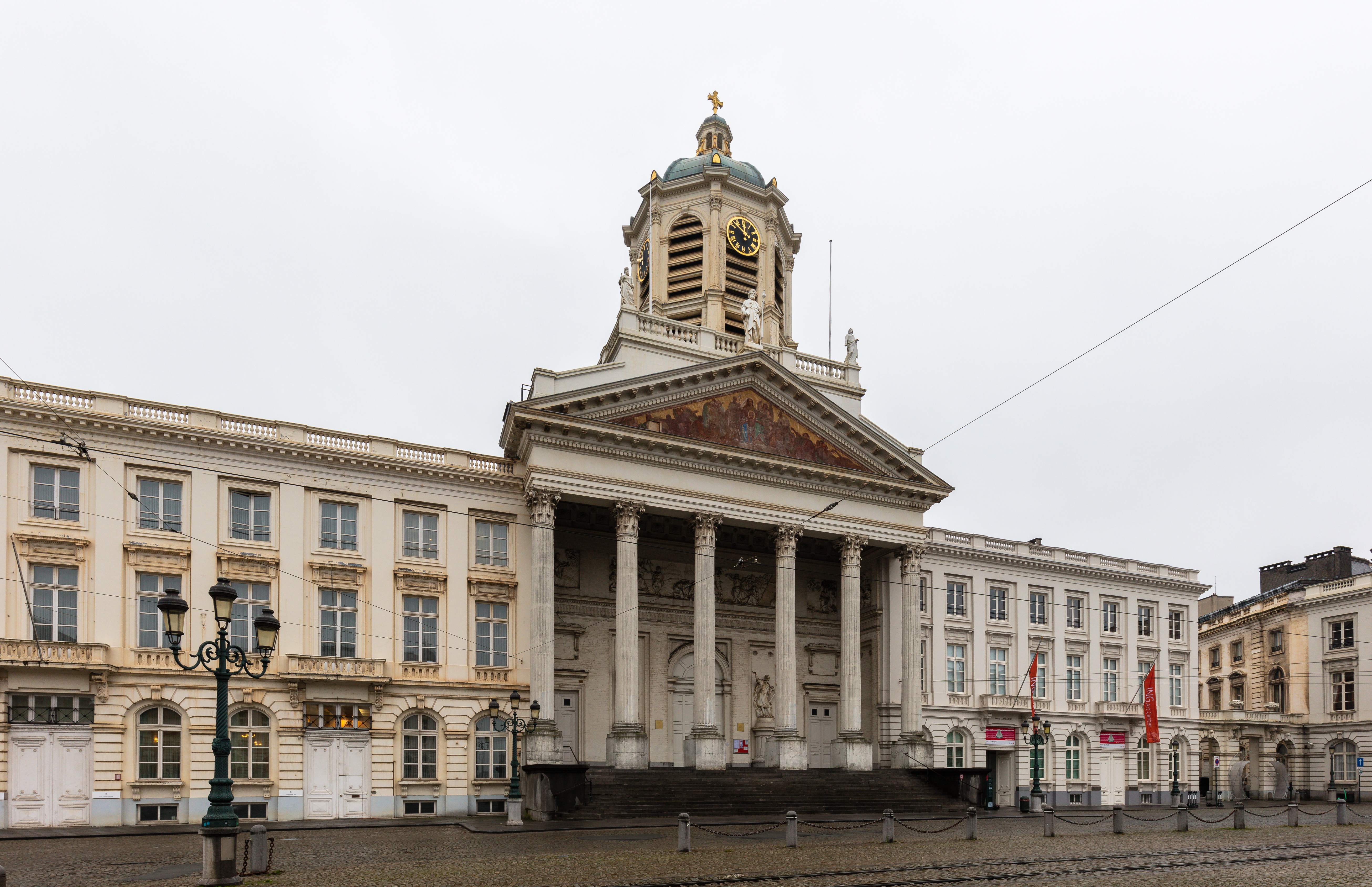
Iglesia de Santiago.

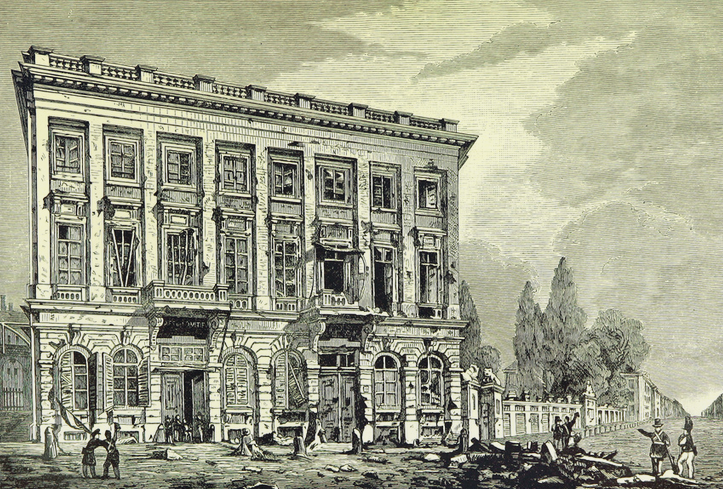
El Café de l'Amitié (Hôtel de Grimbergen) durante la Revolución belga.

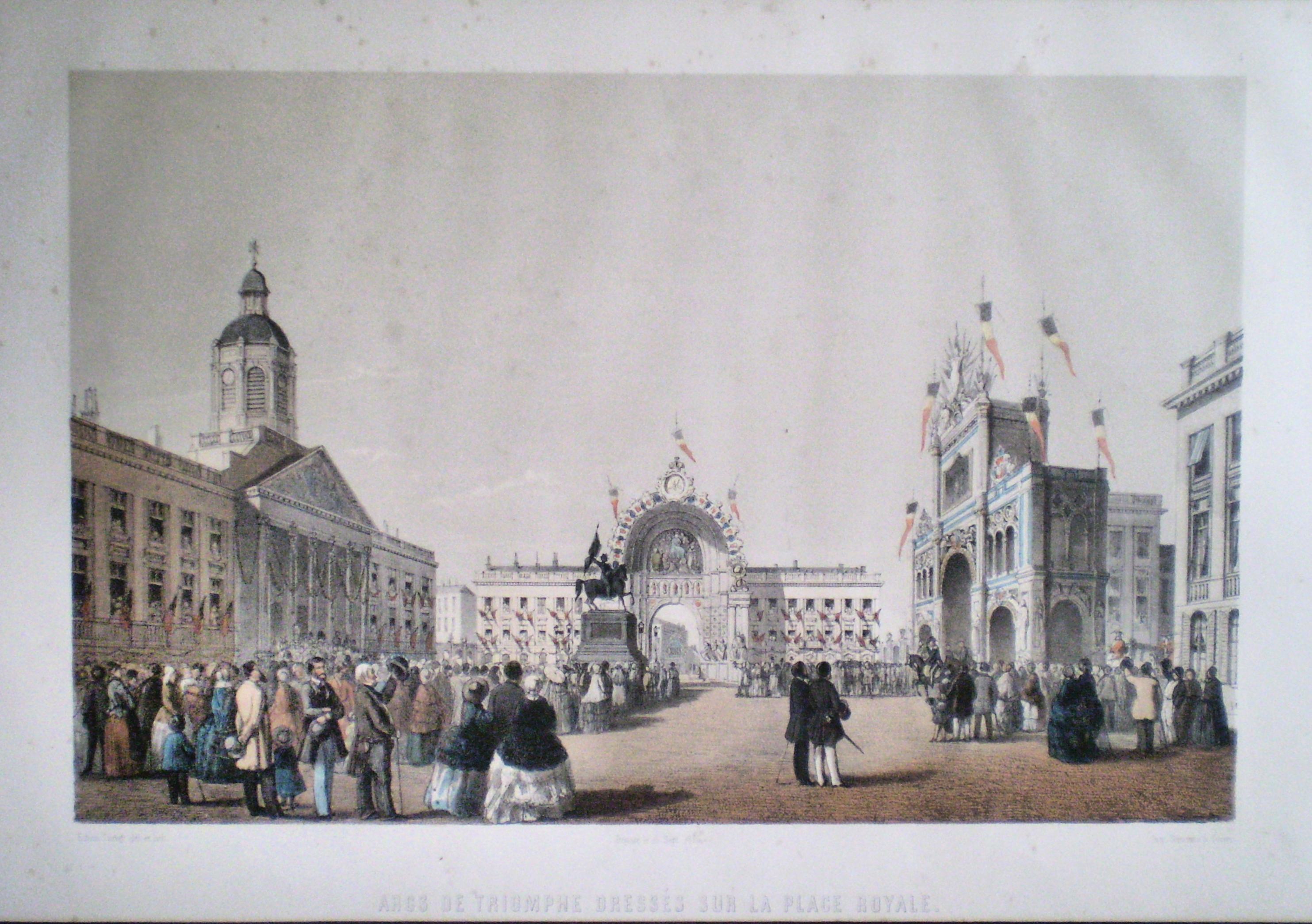
La Place Royale en las fiestas de 1856.

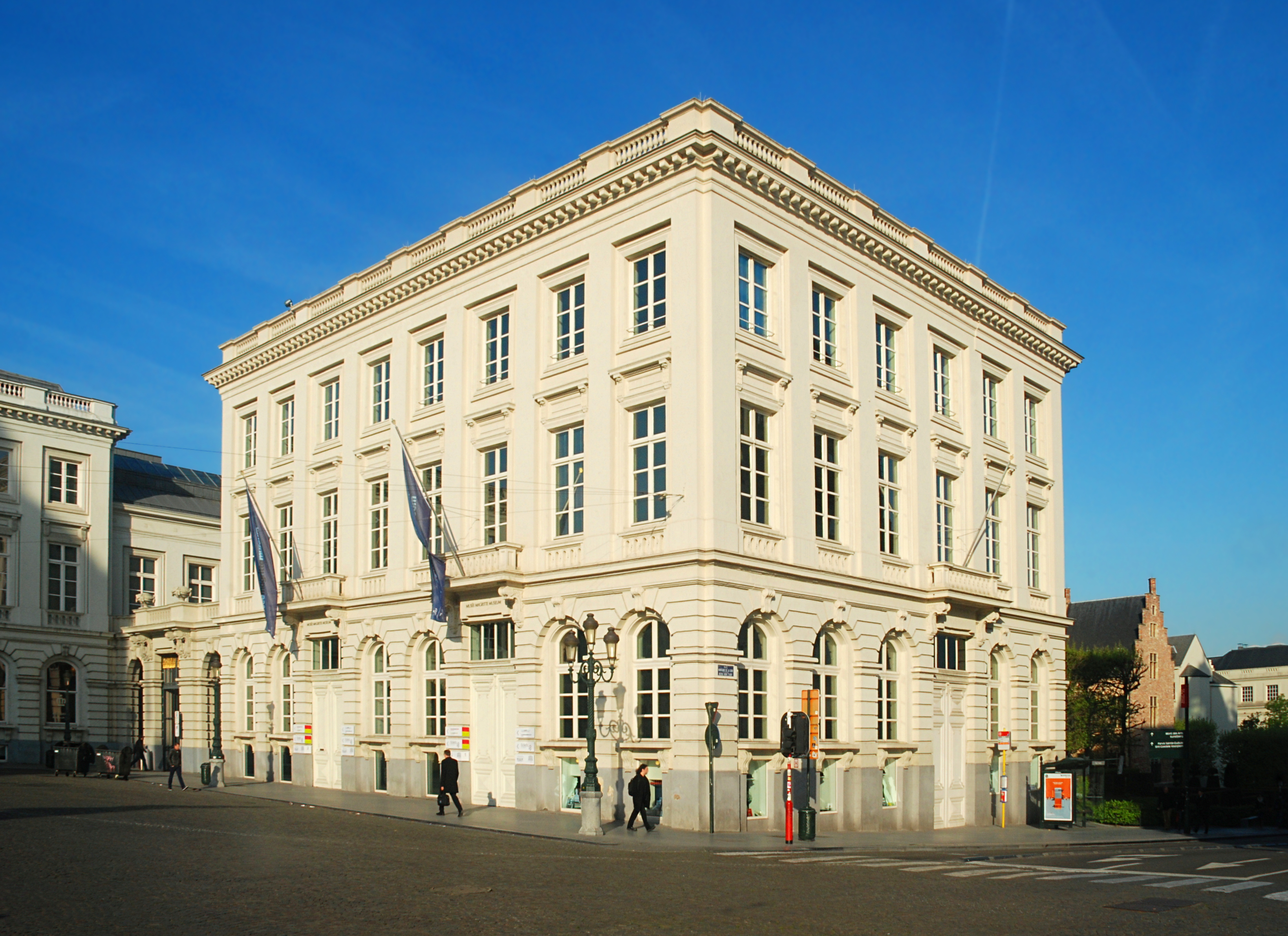
Hôtel du Lotto (n° 1-2).

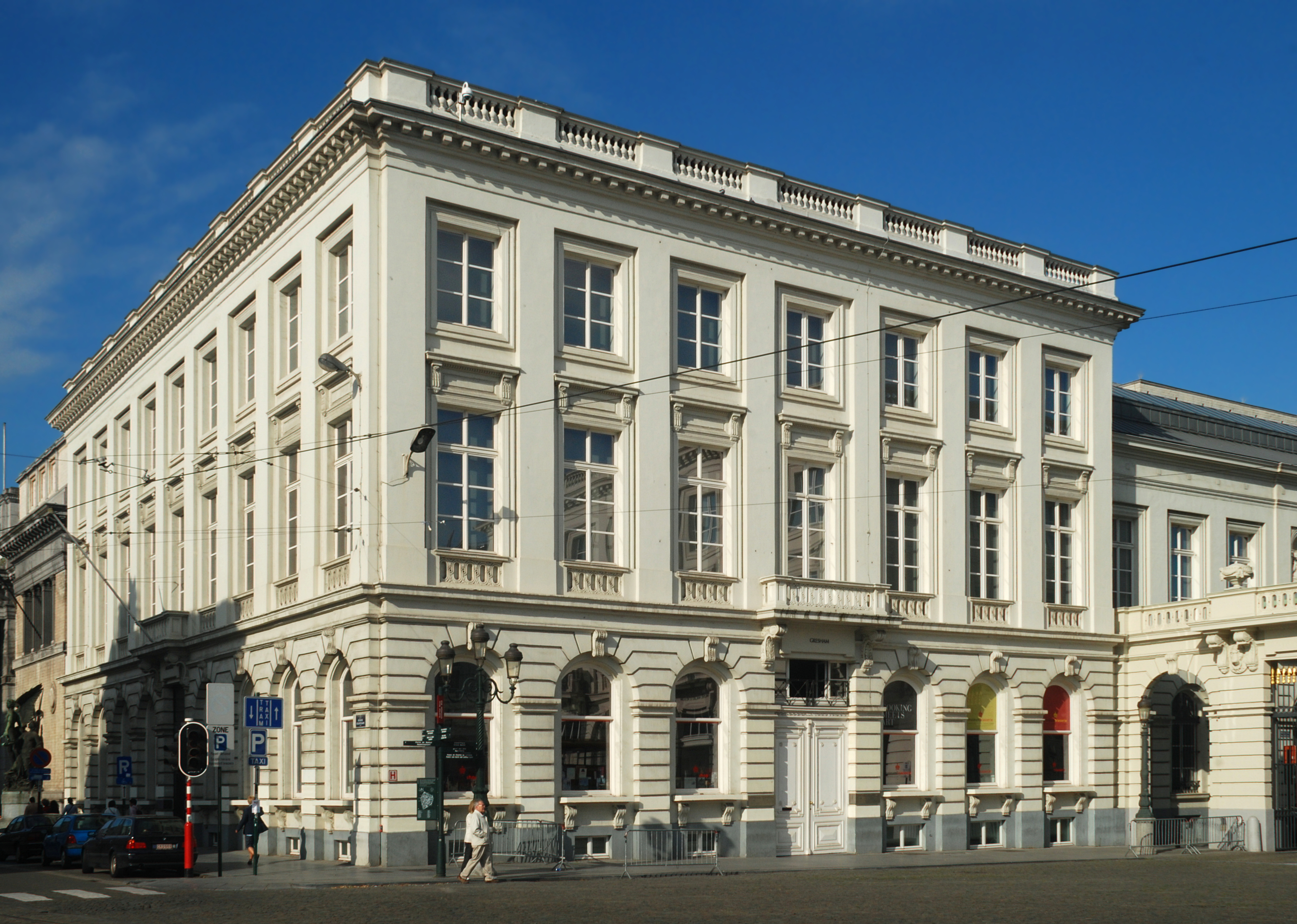
Hôtel des Brasseurs (Hôtel Gresham, n° 3).

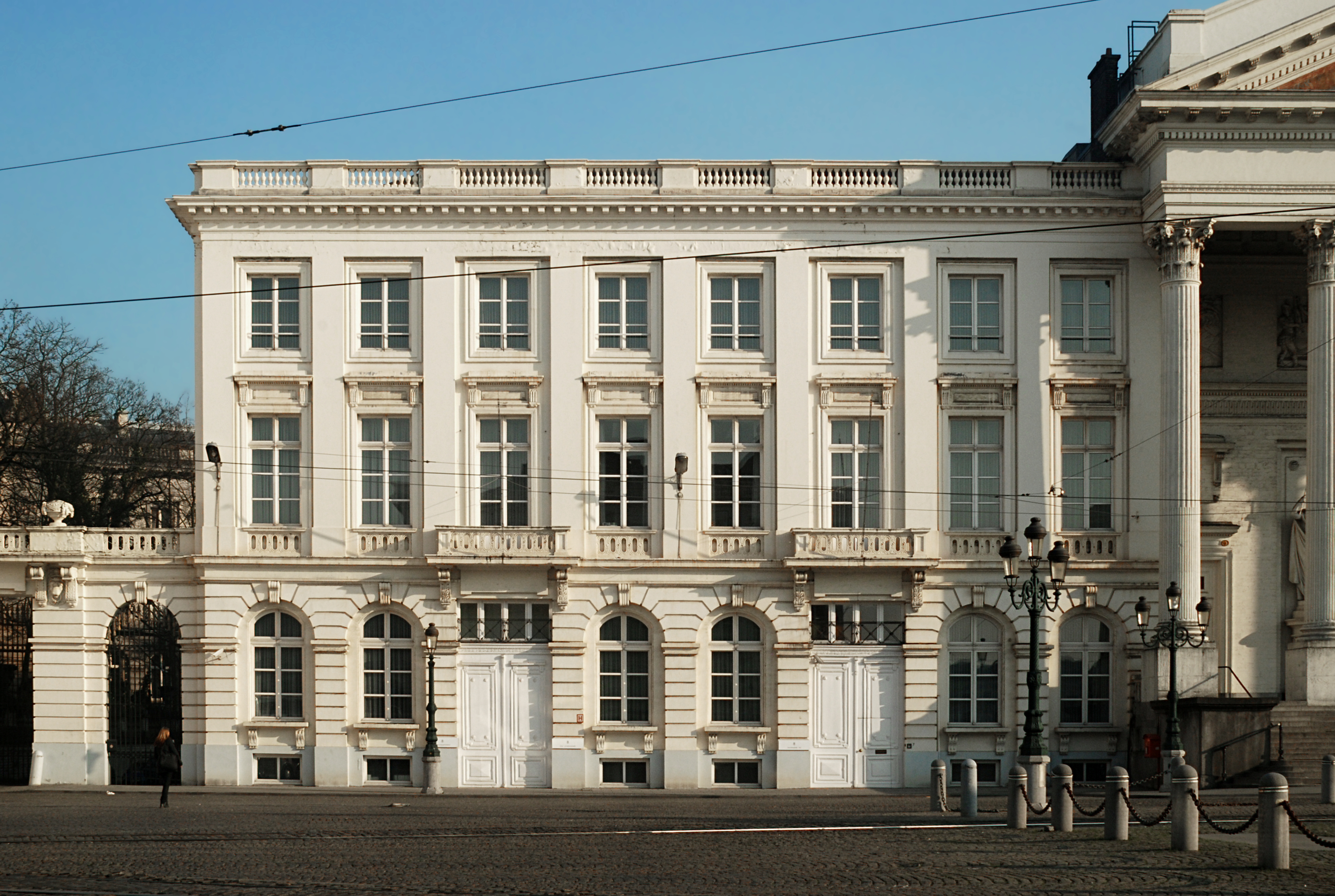
Hôtels de Coudenberg (n° 7-8).

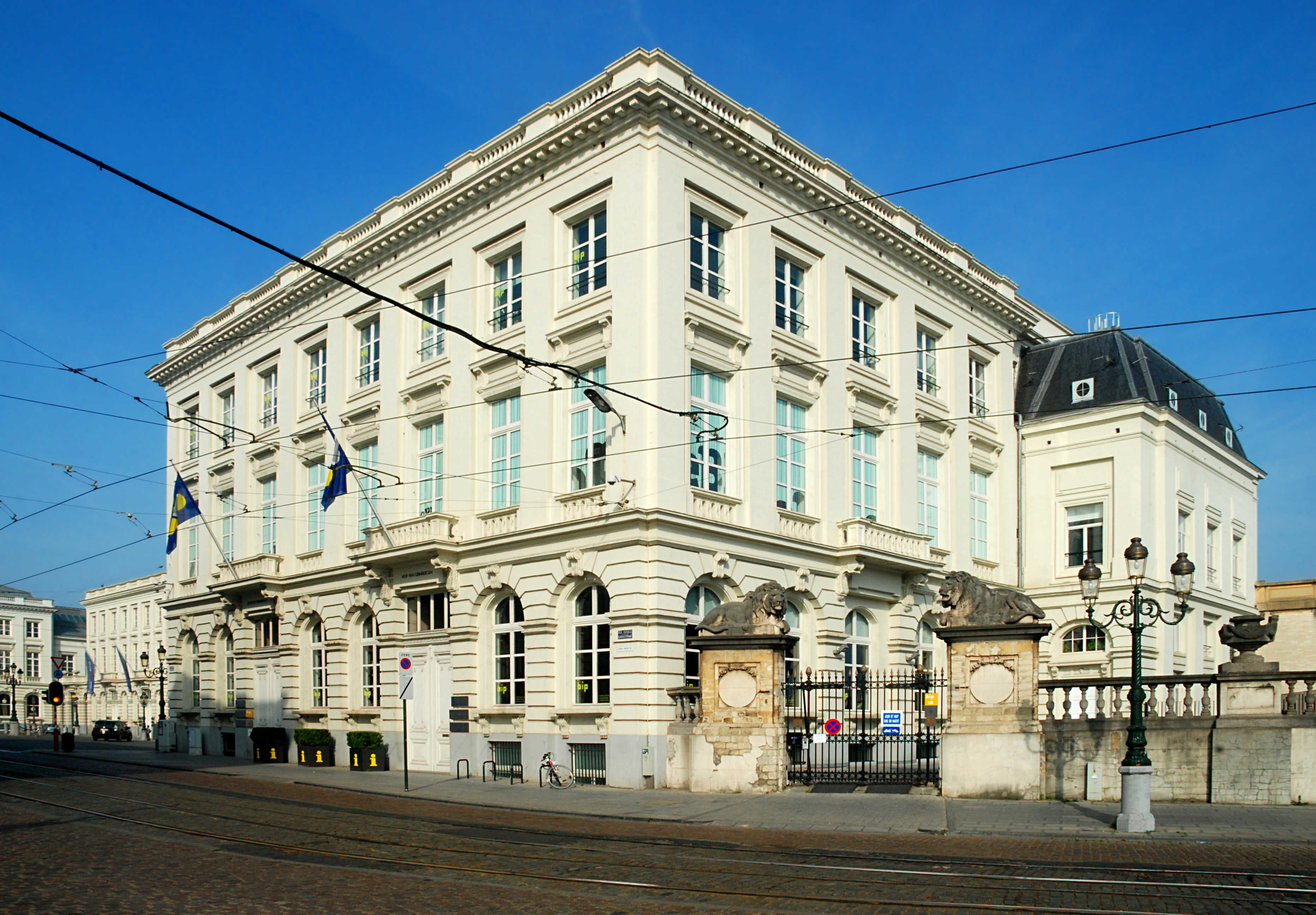
Hôtel de Grimbergen (n° 10).

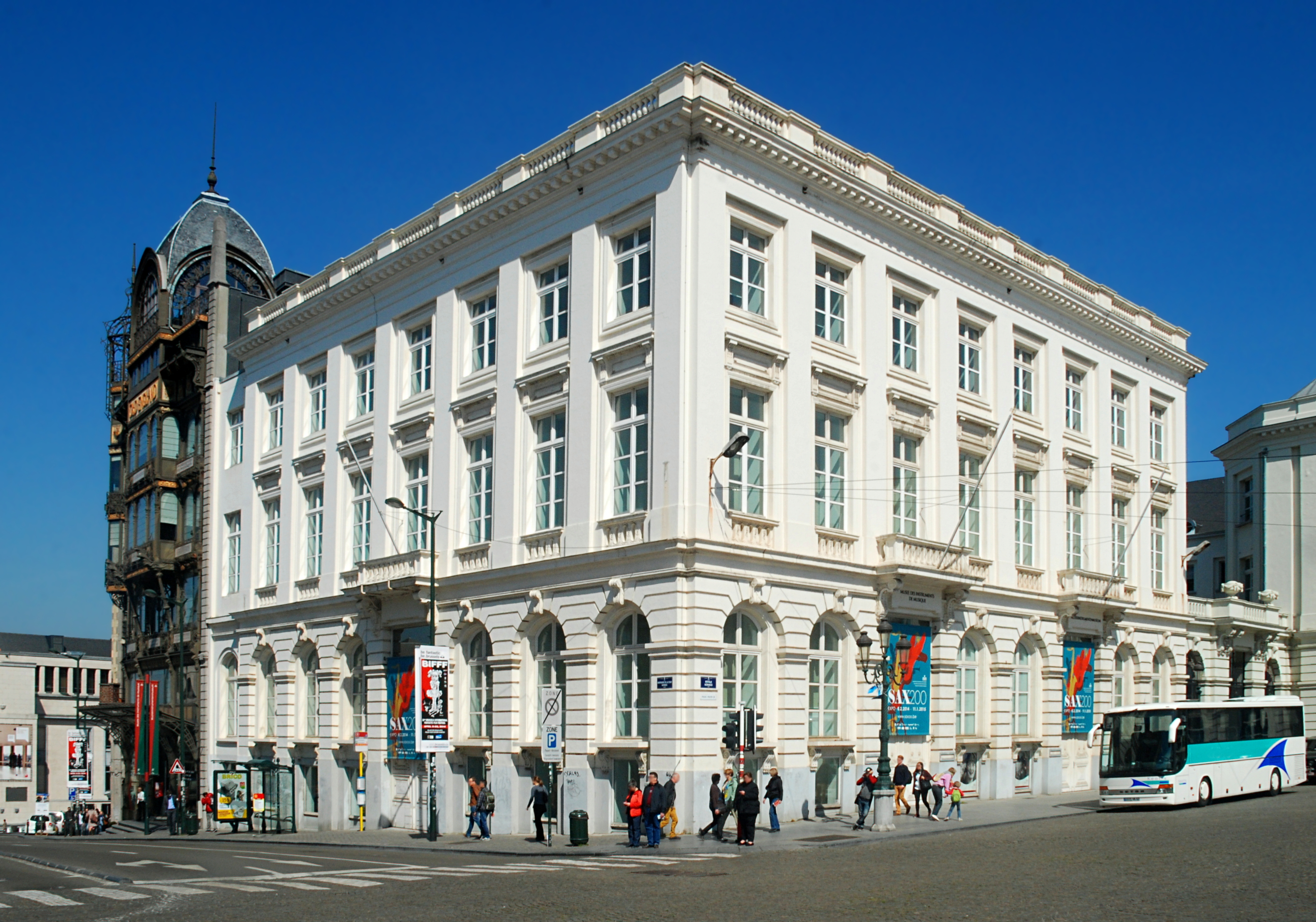
Hôtel de Spangen (n° 13-14).

La colina de Coudenberg o «barrio real», donde se encuentra la actual Place Royale, ha sido durante casi siete siglos el emplazamiento del castillo, y posteriormente del Palacio de Coudenberg, centro del poder de los duques de Brabante. Era una de las colinas más altas que dominaban el río Senne.
En 1731, un violento incendio arrasó el palacio, que permaneció durante varios decenios en estado de ruinas, conocidas con el nombre de cour brûlée («patio quemado»). Se propusieron varios proyectos de remodelación de este espacio: Jean-André Anneessens y A. Royet, entre otros, presentaron proyectos de reconstrucción del palacio, que no pasaron del estado de esbozos por falta de dinero. La construcción de un nuevo palacio parecía necesitarse menos desde que la corte se había instalado en el Palais d'Orange Nassau.
En 1769, germinó la idea de limpiar y nivelar las ruinas de la Place des Bailles y disponerla en explanada destinada a los desfiles militares, en la que se erigiría una estatua de Carlos I de España recuperada de las ruinas. En 1772, cuando el proyecto estaba a punto de finalizar, otro proyecto lo hizo obsoleto. En 1774, para festejar el 25º aniversario del reinado de Carlos Alejandro de Lorena, se decidió colocar una estatua en el centro de una zona verde. La primera versión del proyecto, concebido por Louis-Joseph Baudour y Claude Fisco, preveía conservar la capilla del antiguo Palacio de Coudenberg, que había salido intacta del incendio. Aunque inicialmente este espacio destinado a estar decorado por una estatua del gobernador se llamaba a veces Place de Lorraine en su honor, finalmente fue el nombre Place Royale el que se conservó, según el modelo predominante en Francia y que parecía más propicio para representar el poder político.
El arquitecto Jean-Benoît-Vincent Barré desempeñó un papel de asesor en la elaboración del proyecto. La primera versión de sus planes muestra que propuso reconstruir la Iglesia de Santiago en el eje de la Montagne de la Cour, creando así una magistral perspectiva. También imaginó la apertura de otras nuevas calles que son presentes todavía en la actualidad: la Rue de Namur y el Passage du Palais.
Este proyecto fue modificado hacia 1780 por el arquitecto Joachim Zinner, que imaginó la puesta en relación de la plaza con el nuevo Palacio de Carlos Alejandro de Lorena y el Parque de Bruselas (que iba a albergar una estatua de la emperatriz María Teresa que nunca fue realizada). Este nuevo barrio, diseñado con una estructura que conecta tres puntos estratégicos, estaba destinado a aliviar la congestión en esta parte de la ciudad. Posteriormente, Barnabé Guimard diseñó pórticos para las nuevas calles, con el objetivo de dar al perímetro más coherencia.
La estatua del gobernador Carlos Alejandro de Lorena fue realizada por Pierre-Antoine Verschaffelt. Se prefirió una estatua pedestre a la fórmula de la estatua ecuestre (cuyo modelo es la estatua de Marco Aurelio en Roma), porque representaba menos la autoridad en el sentido restrictivo del término. Es la estatua de un príncipe ilustrado, capaz de hacer «la felicidad de su pueblo», y no un hombre de guerra. Conviene remarcar que no se puede hablar propiamente de una estatua «real», ya que Carlos de Lorena solo era el gobernador general que representaba a un soberano que residía en Viena.
Los revolucionarios franceses derribaron la estatua cuando entraron en Bruselas en enero de 1793. Sustituida durante la breve restauración austriaca, posteriormente la estatua fue abatida de nuevo por los franceses y esta vez fundida y transformada en piezas de moneda. Los franceses plantaron un árbol de la libertad en el antiguo emplazamiento de la estatua. Este árbol fue a su vez talado en 1814, tras la caída del imperio napoleónico.
Tras permanecer vacío durante varias décadas, en 1848 el centro de la plaza fue ocupado de nuevo por un monumento, la estatua de Godofredo de Bouillón, en una época en la que la joven Bélgica estaba en la búsqueda de hitos patrióticos. Esta estatua ecuestre de Godofredo de Bouillón realizada por Eugène Simonis fue inaugurada el 15 de agosto de 1848 (aunque en la base se lee erróneamente el 24). El héroe está representado en el momento en el que parte para la primera cruzada, agita el estandarte y grita «Dios lo quiere». En 1897 se insertaron dos bajorrelieves en bronce en el pedestal. Uno de ellos representa el Asalto de Jerusalén realizado por Godofredo de Bouillón, que tomó la ciudad el 15 de julio de 1099, y el otro representa las Leyes de Jerusalén, una colección de leyes y de ordenanzas que sin embargo no fue promulgada por Godofredo.
Al igual que la Place des Palais, la Place Royale se presta a la celebración de ceremonias oficiales. Los últimos soberanos austriacos fueron coronados en ella como duques de Brabante: José II el 17 de julio de 1781, Leopoldo II el 30 de junio de 1791 (ambos en su ausencia), así como Francisco II el 23 de abril de 1794, que fue el primer soberano que estuvo presente en la ceremonia desde Felipe II. En 1810 se organizaron aquí cabalgatas en honor de Napoleón Bonaparte. También se celebró en la plaza la coronación de Guillermo I como soberano de los Países Bajos el 21 de septiembre de 1815. El 21 de julio de 1831, el rey Leopoldo I juró como primer rey de los belgas delante de los miembros del Congreso sobre un estrado colocado frente a la Iglesia de Santiago. Posteriormente se celebraron aquí otras fiestas, entre las cuales una de las más brillantes fue la realizada con ocasión del 25º aniversario del reinado de Leopoldo I en 1856, momento en el que se construyeron los arcos de triunfo en la entrada desde la Rue de la Régence y la Rue Royale.

## Descripción
Rectangular y simétrica, la plaza se enmarca dentro de la arquitectura neoclásica. Se inspira en el modelo de las plazas reales francesas, ya que se desarrolló a finales del siglo XVII. Sus edificios estaban sujetos a una servidumbre arquitectónica y ha sufrido pocos cambios desde su creación: la estatua de Godofredo de Bouillón ha sustituido a la de Carlos de Lorena y la columnata que la cerraba por el sur fue destruida cuando se abrió la Rue de la Régence.

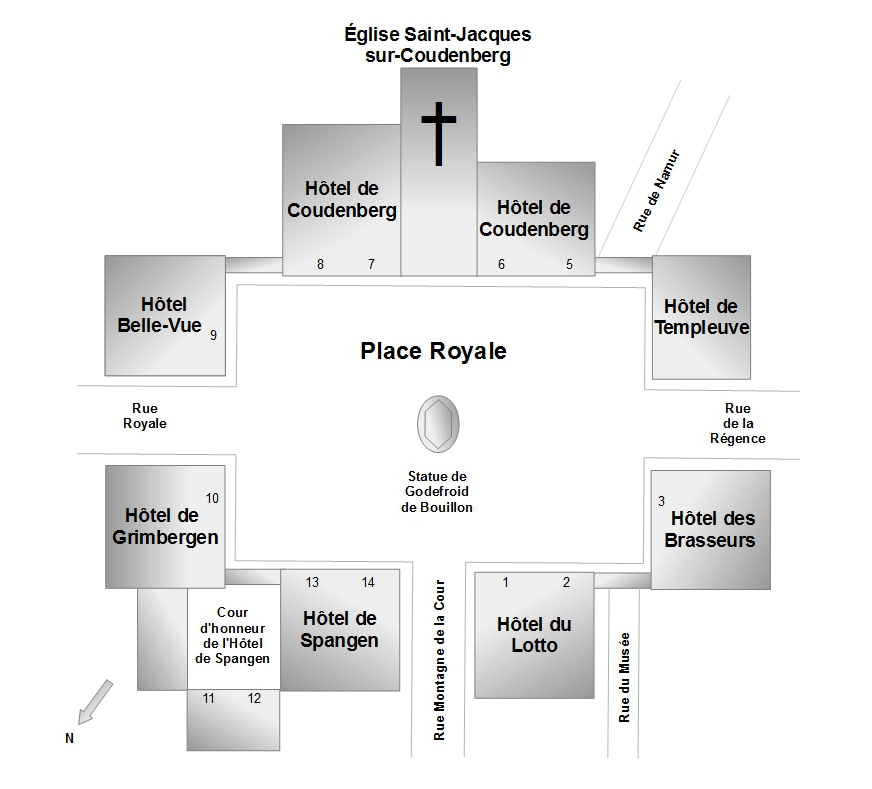
Plano de la Place Royale.

### Estatua de Godofredo de Bouillón
La estatua, que fue la última parte de la plaza en ser realizada, ocupa el centro de la plaza y constituye junto con la fachada de la Iglesia de Santiago y la Rue Montagne de la Cour el eje central del lado pequeño. Godofredo de Bouillón está representado en el momento en el que parte para la primera cruzada, agita el estandarte y grita «Dios lo quiere». En 1897 se insertaron dos bajorrelieves en bronce en el pedestal. Uno de ellos representa el Asalto de Jerusalén realizado por Godofredo de Bouillón, que tomó la ciudad el 15 de julio de 1099, y el otro representa las Leyes de Jerusalén, colección de leyes y de ordenanzas que sin embargo no fueron promulgadas por Godofredo.

### Iglesia de Santiago
La presencia de una iglesia como edificio que focaliza la atención es una particularidad de la Place Royale de Bruselas, que la distingue de las otras «plazas reales» de la época, en las cuales el edificio principal, símbolo de la autoridad, es a menudo un ayuntamiento. Esta particularidad se explica por la presencia de la Abadía de Coudenberg en este lugar. No debe verse en esto una manifestación del poder de la Iglesia, sino más bien de su subordinación al Estado, que puso la abadía a su disposición para embellecer la plaza.

### Pórticos
En las esquinas de la plaza hay pórticos que aseguran el enlace entre los pabellones hacia la Rue Borgendael, la Rue de Namur y la Rue du Musée.

### Pabellones
Ocho pabellones, que tienen los números del 1 al 14, están dispuestos simétricamente alrededor de la plaza:
- el antiguo Hôtel du Lotto (n° 1-2) fue construido para la Lotería Imperial y Real de los Países Bajos. Actualmente está ocupado por el Museo Magritte.
- el antiguo Hôtel des Brasseurs (n° 3) fue construido por la corporación de cerveceros. Actualmente forma parte de los Museos Reales de Bellas Artes de Bélgica. También conocido con el nombre de Hôtel Gresham, posee un interesante interior de estilo modernista.
- el antiguo Hôtel de Templeuve (n° 4) fue construido por Brigitte Scockaert de Tirimont, viuda de Templeuve, en la parcela del antiguo palacete de su familia. A veces era llamado Hôtel Arconati por el nombre del segundo propietario y también Palais du Comte de Flandre porque Felipe, Conde de Flandes, hermano del rey Leopoldo II, lo adquirió en 1866 y residió en él durante casi cuarenta años. Este edificio forma parte del Tribunal de Cuentas de Bélgica desde 1984.
- los antiguos Hôtels de Coudenberg (n° 5-6 y 7-8) fueron construidos por la Abadía de Coudenberg. El inmueble a la derecha de la Iglesia de Santiago está ocupado actualmente por el Espace Culturel ING. El inmueble de la izquierda está ocupado por el Tribunal Constitucional.
- el antiguo Hôtel de Belle-Vue (n° 9) fue construido por Philippe de Proft para instalar allí un hotel de lujo. Está ocupado actualmente por el Musée BELvue.
- el antiguo Hôtel de Grimbergen (n° 10) debe su nombre a la Abadía de Grimbergen, que se encargó de su construcción. Pertenece actualmente al gobierno de la Región de Bruselas-Capital. Bajo el edificio se encuentran los restos de la capilla del antiguo Palacio de Coudenberg.
- el antiguo Hôtel de Spangen (n° 11-14) debe su nombre al conde de Spangen, que ordenó su construcción. El edificio en la esquina de la plaza y la Rue Montagne de la Cour (n° 13-14) forma actualmente parte del Museo de Instrumentos Musicales de Bruselas.

### Zona arqueológica
En la esquina noroeste de la plaza hay una zona arqueológica. En los adoquines de la plaza, estudiados entre 1995 y 2000 y posteriormente cubiertos con una capa de hormigón, se encuentran los restos nivelados a finales del siglo XVIII, para la remodelación de la plaza, del Aula Magna, la gran sala del antiguo Palacio de Coudenberg. Clasificados como monumento, estos restos formaban parte de un conjunto más grande, accesible desde el Musée BELvue.

## La plaza en elsigloXXI
En la actualidad, alrededor de esta plaza se pueden encontrar numerosas instituciones culturales de Bruselas: el musée BELvue, los Museos Reales de Bellas Artes de Bélgica, el Museo de Instrumentos Musicales de Bruselas (se entra por el antiguo edificio de los Almacenes Old England), los restos del antiguo Palacio de Coudenberg (entrada por el Musée BELvue) y el Museo Magritte.